# An-Institut
An-Institut ist eine Bezeichnung für „rechtlich selbstständige Einrichtungen an [deutschen] Hochschulen, die zwar organisatorisch, personell und räumlich mit diesen verflochten sind, ohne jedoch einen integralen Bestandteil der jeweiligen Hochschule zu bilden“ (Bundesministerium für Bildung und Forschung: Bundesbericht Forschung 2004). Sie sind somit zu unterscheiden von den Instituten als Untergliederungen der Hochschule sowie auch von den Instituten der wissenschaftlichen Organisationen. 

## Definition
An-Institute sind in der Regel privatrechtlich organisiert, überwiegend als eingetragener Verein, aber z. B. auch als Stiftung oder GmbH. Soweit sie nicht auf Gewinnerzielung ausgerichtet sind, können sie in der Regel die steuerrechtlichen Anforderungen an Gemeinnützigkeit erfüllen. Einen deutschlandweiten Überblick über Aufgaben, Organisationsformen und weitere Eigenschaften von An-Instituten gibt Koschatzky (2012). Diese enthält auch eine eigene, etwas engere Definition für den Begriff An-Institut aus dem Jahr 2008. Sie weist unter anderem die wirtschaftliche Unabhängigkeit von und die vertragliche Bindung an die Hochschule als Kriterien eines An-Instituts aus. Der Wissenschaftsrat nennt bereits 1986 in seiner Stellungnahme zur Zusammenarbeit zwischen Hochschule und Wirtschaft unter der Überschrift „Besondere Formen der Zusammenarbeit“ „Institute in vertraglicher Bindung zur Hochschule (‚Institute an …‘)“ als ein Mittel zur Förderung der Zusammenarbeit zwischen Wirtschaft und Hochschulen. Die Stellungnahme weist allerdings auch darauf hin, dass wegen des Potenzials für Interessenkonflikte in den beteiligten Institutionen und Personen bei der Ausgestaltung solcher Konstruktionen besondere Aufmerksamkeit erforderlich ist und gibt hierfür eine Reihe von Empfehlungen.

## Landeshochschulgesetze
Die Bezeichnung An-Institut verwenden drei der 16 Bundesländer in ihren Landeshochschulgesetzen, Brandenburg, Sachsen und Sachsen-Anhalt. Abgesehen von den Hochschulgesetzen der Länder Baden-Württemberg, Niedersachsen und Hessen, die keine entsprechenden Regelungen enthalten, gibt es in den übrigen Landeshochschulgesetzen Regelungen für die Anerkennung besonderer hochschulexterner wissenschaftlicher Einrichtungen durch Hochschule oder/und Fachministerium als Einrichtungen „an der Hochschule“ mit mehr oder weniger weit festgelegten Rechtsfolgen für die Beteiligten, ohne dabei die Bezeichnung An-Institut zu verwenden. Andererseits gibt es z. B. in Niedersachsen, ohne besondere hochschulgesetzliche Regelung, an der Carl-von-Ossietzky-Universität Oldenburg neben dem IfÖB (Institut für Ökonomische Bildung der Carl-von-Ossietzky-Universität Oldenburg) das IÖB (Institut für Ökonomische Bildung gemeinnützige GmbH), das sich selbst als An-Institut an der Carl-von-Ossietzky-Universität Oldenburg bezeichnet. Mit der Hochschule Neubrandenburg sind mehrere An-Institute verbunden. An der Universität Regensburg gibt es die IREBS Immobilienakademie.